# Kishibe no tabi
Kishibe no tabi (岸辺の旅, Viatge a la costa) és una pel·lícula de drama romàntic japonesa de 2015 dirigida per Kiyoshi Kurosawa, protagonitzada per Tadanobu Asano i Eri Fukatsu. Està adaptat de la novel·la Kishibe no tabi de Kazumi Yumoto. Es va projectar a la secció Un Certain Regard al 68è Festival Internacional de Cinema de Canes, on Kurosawa va guanyar el premi al millor director. Va ser estrenada al Japó l'1 d'octubre de 2015. S'ha subtitulat al català.

## Argument
Mizuki (Eri Fukatsu) és una professora de piano que dona classes als nens. El seu marit, Yusuke (Tadanobu Asano), fa tres anys que està desaparegut. Torna a casa com un fantasma i li diu que va morir ofegat al mar. El seu cos va desaparèixer al mar, menjat pels crancs. Des d'aleshores ha viatjat pel Japó i ha fet amistat amb els vius i altres persones "com ell". Li demana a la Mizuki que l'acompanyi en un viatge. Yusuke li mostra els bells llocs que va descobrir i visita la gent que ha estat amable amb ell.

## Repartiment
- Tadanobu Asano com a Yusuke
- Eri Fukatsu com a Mizuki
- Masao Komatsu com a Shimakage
- Yū Aoi com a Tomoko
- Akira Emoto com a Hoshitani

## Estrena
La pel·lícula es va projectar a la secció Un Certain Regard al 68è Festival Internacional de Cinema de Canes el 17 de maig de 2015. També es va projectar al Festival Internacional de Cinema de Toronto de 2015 i al Festival de Cinema de Nova York de 2015 Fou estrenada al Japó l'1 d'octubre de 2015.

## Recepció
Al lloc web de l'agregador de ressenyes Rotten Tomatoes, la pel·lícula té una puntuació d'aprovació del 57% basada en 23 ressenyes, amb una puntuació mitjana de 6,21/10. A Metacritic, la pel·lícula té una puntuació mitjana ponderada de 52 sobre 100, basada en 6 crítics, que indica "crítiques mixtes o mitjanes".
David Rooney de The Hollywood Reporter va donar una crítica desfavorable a la pel·lícula, dient: "Una trama letàrgica, una trama poc clara i un melodrama de sacarina fan que la pel·lícula amable poques vegades sigui tan intrigant com la seva premissa, encara que Kurosawa ofereix com sempre moments visuals fascinants i té una manera imponent de crear una atmosfera des de la quietud." Per la seva banda, Maggie Lee de Variety va dir: "Els fans dels psicothrillers anteriors de Kurosawa poden desitjar més estranyesa i destresa visual, el canvi conscient de melodia i ritme del timó haurien de ser tocats suaument." Derek Elley de Film Business Asia va donar a la pel·lícula un 7 sobre 10, comentant que Kurosawa "rebota amb un història d'amor commovedora i poc convencional entre la vida i la mort."
Cahiers du cinéma va situar la pel·lícula al número 10 de les Llista "Les 10 millors pel·lícules del 2015".

## Premis
| Premi                                     | Data de cerimònia  | Categoria                                  | Receptor(s)      | Resultat  | Ref(s) |
| ----------------------------------------- | ------------------ | ------------------------------------------ | ---------------- | --------- | ------ |
| Festival Internacional de Cinema de Canes | 23 de maig de 2015 | Premi Un Certain Regard al millor director | Kiyoshi Kurosawa | Guanyador | [ 16 ] |
| Asian Film Awards                         | 17 de març de 2016 | Millor actor secundari                     | Tadanobu Asano   | Guanyador | [ 17 ] |
| Premis dels Crítics de Cinema Japonesos   | 26 de maig de 2016 | Millor actor                               | Tadanobu Asano   | Guanyador | [ 18 ] |
| Premis de Cinema Mainichi                 | 2015               | Millor pel·lícula                          | Kishibe no tabi  | Guanyador |        |